# 中村習輔
中村 習輔（なかむら しゅうすけ、享保17年（1732年） - 文化13年8月20日（1816年9月11日））は、江戸時代の石門心学者。諱は庄八。号は恭安。
信濃国埴科郡下戸倉村（現長野県千曲市）生まれ。加舎白雄の下で俳諧を学ぶも、宮本天姥と争うのを嫌って俳諧から離れる。明和5年（1768年）為登糸商いのため上洛し、同8年（1771年）に手島堵庵の明倫舎に入門。安永6年（1777年）頃から信濃を中心に心学の敷衍に努め、天明6年（1786年）から郷里の自宅に全国で28番目の心学講舎「恭安舎」の設立を認められた。信濃で3921人、周辺諸国で242人の社友を獲得し、諸藩や天領代官の保護奨励を受けた。特に須坂藩では藩校「立成館」と並行して、藩立の心学講舎「教倫舎」を設立している。